# Акротирі (затока)
Затока Акротирі  (грец. Κόλπος Ακρωτηρίου; тур. Limasol Körfezi) є частиною  Середземного моря на схід від півострова  Акротирі на південному узбережжі острова  Кіпр. На березі затоки розташоване друге за величиною місто країни — Лімасол.
Західна частина узбережжя затоки належить до Західної суверенної бази британської території Акротирі і Декелія.